# Herman Verschelden

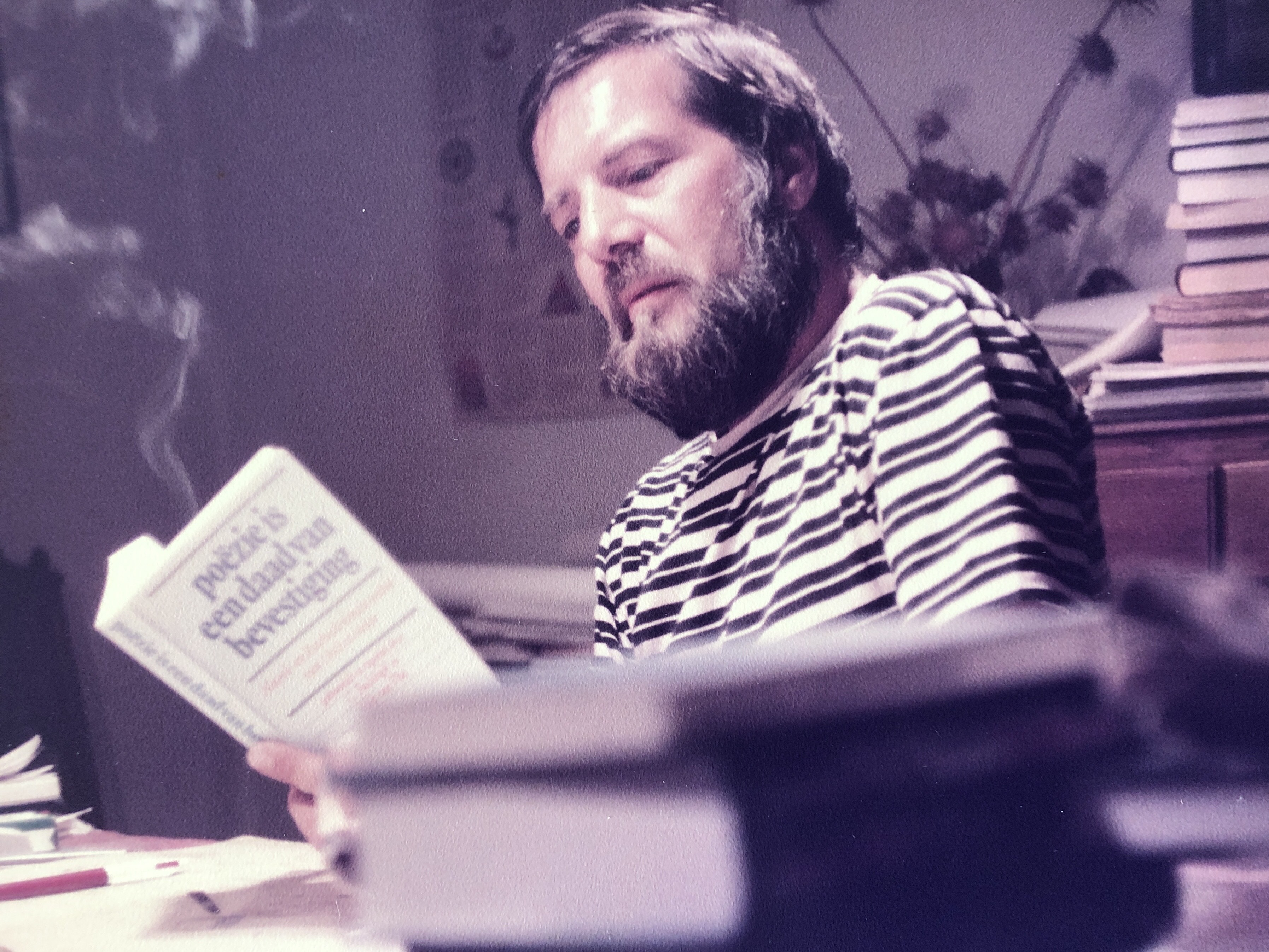
Herman Verschelden

Herman Verschelden (Lokeren, 16 april 1941 – Brugge, 21 september 2017) was een Vlaams theaterdirecteur, regisseur, acteur en woordkunstenaar.

## Biografie

### Levensloop
Verschelden werd in 1941 geboren in Lokeren en groeide op in Sinaai, nu een deelgemeente van Sint-Niklaas. Zijn middelbare studies deed hij eerst aan het college in Antwerpen, maar na moeilijkheden werd hij door zijn vader als intern naar het Sint-Jozefscollege in Tielt gestuurd ("mijn vader vond dat ik maar naar de meest strenge en achterlijke hoek van Vlaanderen moest"). Hij acteerde er in het collegetoneel en volgde dictie en voordracht bij Antoon Vander Plaetse.
Na de middelbare studies deed hij aan de Bisschoppelijke Normaalschool te Sint-Niklaas regentaatstudies. In 1964 behaalde hij het diploma geaggregeerde voor het lager middelbaar onderwijs (Germaanse talen), waarna hij als leraar Nederlands en Engels aan de slag ging in het Sint-Jozefscollege van Tielt. Hij engageerde zich opnieuw in het collegetoneel, waarvan hij de leiding overnam.
In 1967 was hij initiatiefnemer van Theater Malpertuis (zie hieronder), waarvan hij meer dan veertig jaar de bezieler bleef. Hij was er lange tijd directeur, maar schreef, regisseerde en acteerde ook. Verschelden was betrokken bij het realiseren van 35 theaterproducties, 1 film en 3 tv-feuilletons. Hij regisseerde zelf een twaalftal theaterproducties. Hij nam sporadisch ook wel een gastrol op televisie voor zijn rekening. Zo speelde hij een rechtbankvoorzitter in een aflevering van de BRTN-serie Heterdaad (seizoen 3, aflevering 6). Als freelance regisseur postsynchronisaties werkte hij voor de VRT, KRO en VARA.
In 1970 behaalde hij aan het Koninklijk Conservatorium van Gent zijn eerste prijs in de voordrachtkunst met grote onderscheiding. In 1973 kwam daar het hoger diploma in de voordrachtkunst bij. In 1979 volgde hij een Shakespeare directing course aan de universiteit van Durham (Groot-Brittannië).
Vanaf 1970 was hij ook leraar voordracht en toneel aan de Academiën voor Muziek en Woord van Tielt en Deinze en vanaf 1975 docent voordrachtkunst aan het Conservatorium in Gent (zie hierna).
Hij overleed aan de gevolgen van een hersenbloeding, op 21 september 2017.

## Malpertuis

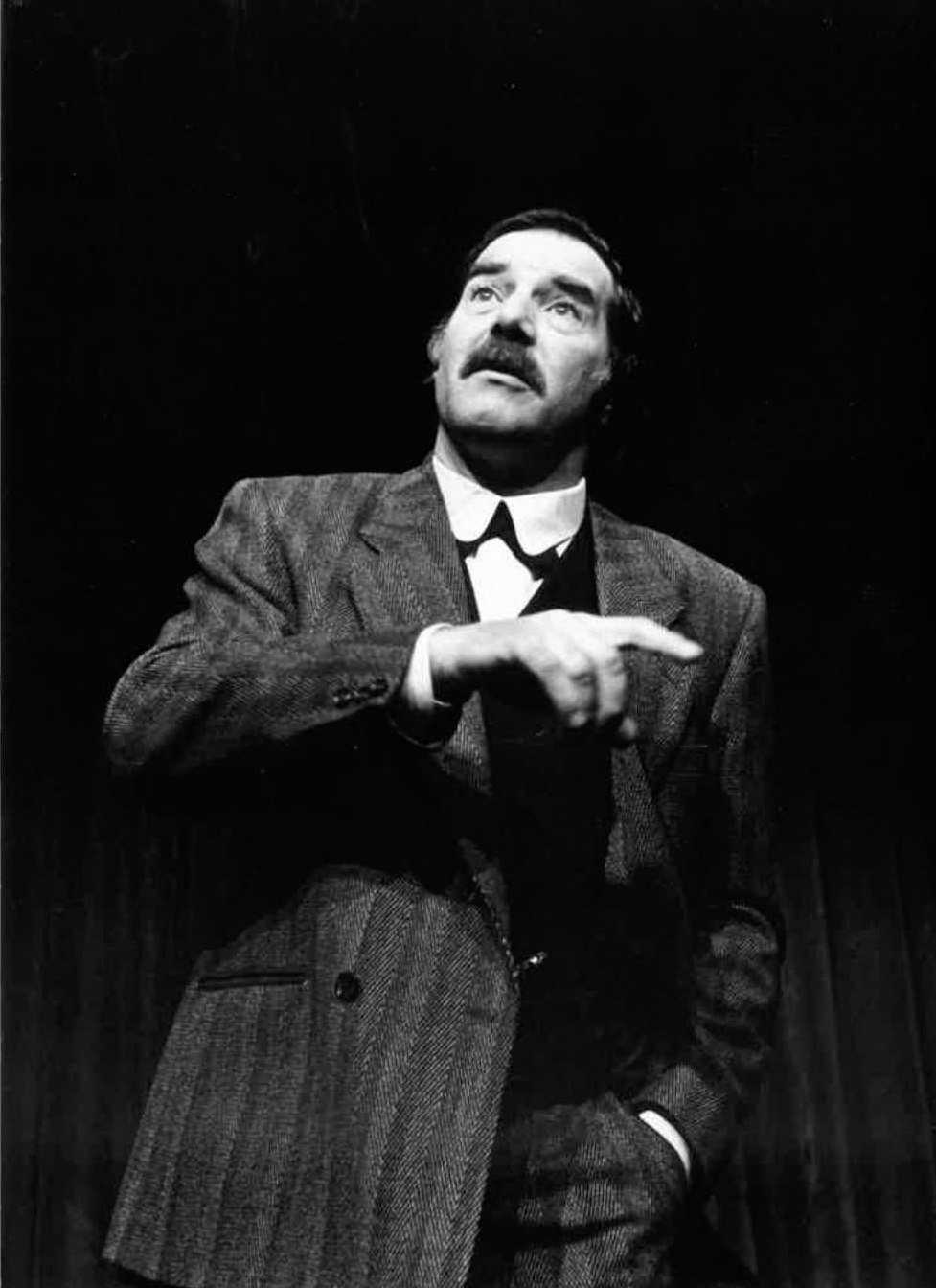
Verschelden als acteur in het stuk De roeping van de mens, 1987

In 1967 stond Verschelden aan de wieg van het keldertheater Malpertuis in Tielt, nu Theater Malpertuis. Op zaterdag 9 december 1967 ging de allereerste Malpertuis-voorstelling in première. Kort daarvoor had Verschelden het gezelschap boven de doopvont gehouden samen met enkele medestudenten van het Gentse Conservatorium en een paar goede amateur-toneelspelers uit de regio van Tielt. Het gezelschap werd vernoemd naar Malpertuus, de burcht van Reinaert de vos. In de beginjaren was Malpertuis gehuisvest in de kelders van het Tieltse Cultuurcentrum Gildhof (het 'Vossenhol').
Vanaf het tweede speeljaar werd resoluut voor het experiment gekozen en vanaf het derde seizoen ging het jonge gezelschap met zijn producties op reis onder de auspiciën van de dienst Volksontwikkeling van het ministerie van Cultuur. In amper tien jaar tijd groeide Malpertuis uit tot een professioneel theater waar Verschelden directeur, acteur en regisseur was.
Hij heeft er als bezieler veertig jaar lang zijn stempel op gedrukt. Hij had een theaterhuis voor ogen dat garant stond voor innovatie, experiment en kwaliteit. Hij was een van de pioniers die er voor vochten dat theatermakers een podium kregen. Ook gaf hij tal van jonge artiesten en onbekende auteurs podiumkansen.
Verschelden wist met regisseurs als Berten De Bels, Jacky Tummers, Tony Willems, Horst Mentzel, Robrecht De Spiegelaere, Jo Gevers, Karst Woudstra, Dirk Tanghe, Dirk Buyse, Sam Bogaerts, Danny Keuppens, Herwig De Weerdt, Bob De Moor en Piet Arfeuille de reputatie van het theaterhuis te vestigen. Elk hebben ze hun stempel gedrukt. Zo betekende De Getemde Feeks van Dirk Tanghe in 1986 diens grote doorbraak. Sam Bogaerts verzamelde met De Bloedgroep een uniek acteurscollectief rond zich en onder het leiderschap van Bob De Moor werd volop geëxperimenteerd met literair verteltheater.
Vanaf 1999 beschikt Malpertuis over een eigen theaterruimte in de Stationstraat 25 te Tielt, waar een leegstaande bioscoop tot theaterzaal werd omgebouwd en waar het theaterhuis nog steeds gevestigd is. Tussen 1991 en 1998 had het theaterhuis dankzij de inspanningen van Verschelden ook een tweede plateau in Oostende ('Malpertuis-aan-zee').
Tien jaar lang, van 2001 tot 2011, maakte Verschelden jaarlijks een productie met door de jeugdrechter geplaatste jongeren uit Gemeenschapsinstelling   De Zande, campus Beernem (meisjes) en Ruiselede (jongens). De locatie van de voorstelling varieerde: eerst de schuur van De Zande in Beernem of op de campus in Ruiselede, maar later ook theater Malpertuis en één keer zelfs de vervallen lokalen van het College in Tielt. Het initiatief was uniek en vrij revolutionair, ook al omdat alle voorstellingen gemengd (meisjes en jongens) waren. Bovendien moesten de jongeren onherkenbaar zijn, zodat ze in de eerste productie speelden met een nylonkous over het hoofd. Nadien is daar overigens van afgestapt. In deze sociaal-artistieke projecten kwamen de drie elementen samen die voor Verschelden het hele leven lang centraal stonden: het artistieke, het sociale en het pedagogische.
In 2007 zette Verschelden om gezondheidsredenen een stap achteruit en liet de leiding over aan anderen.

## Docent voordracht
Verschelden was voor alles ook een woordkunstenaar. Hij gaf optredens en begeesterde als docent voordracht en toneel generaties met de liefde voor het woord en dan vooral voor poëzie.
Hij was leraar woordkunst aan de Stedelijke Academie voor Muziek en Woord van Deinze van 1970 tot 1977.
Aan de Tieltse Academie voor Muziek en Woord gaf hij 33 jaar les, vanaf 15 oktober 1970 tot en met het schooljaar 2002-2003. Tot zijn studenten behoorden onder meer filosoof Lieven De Cauter, acteur Mathias Sercu en producer Wim Vanseveren.
Van 1975 tot 1987 doceerde hij ook voordrachtkunst aan het Conservatorium in Gent.

## Onderscheidingen
Verschelden kreeg de drie-sleutels-prijs van de stad Oostende (1992), de Cactusprijs van De Gazette van Tielt voor zijn jarenlange inzet voor het culturele leven van Tielt (1984) en de Persprijs van de Tieltse Perskring (1997).
Hij werd ook genomineerd voor de regie van Olivetti 82 op het Nederlands-Vlaamse Theaterfestival in Den Haag (1993).